# Útok kamionem v Jeruzalémě (leden 2017)

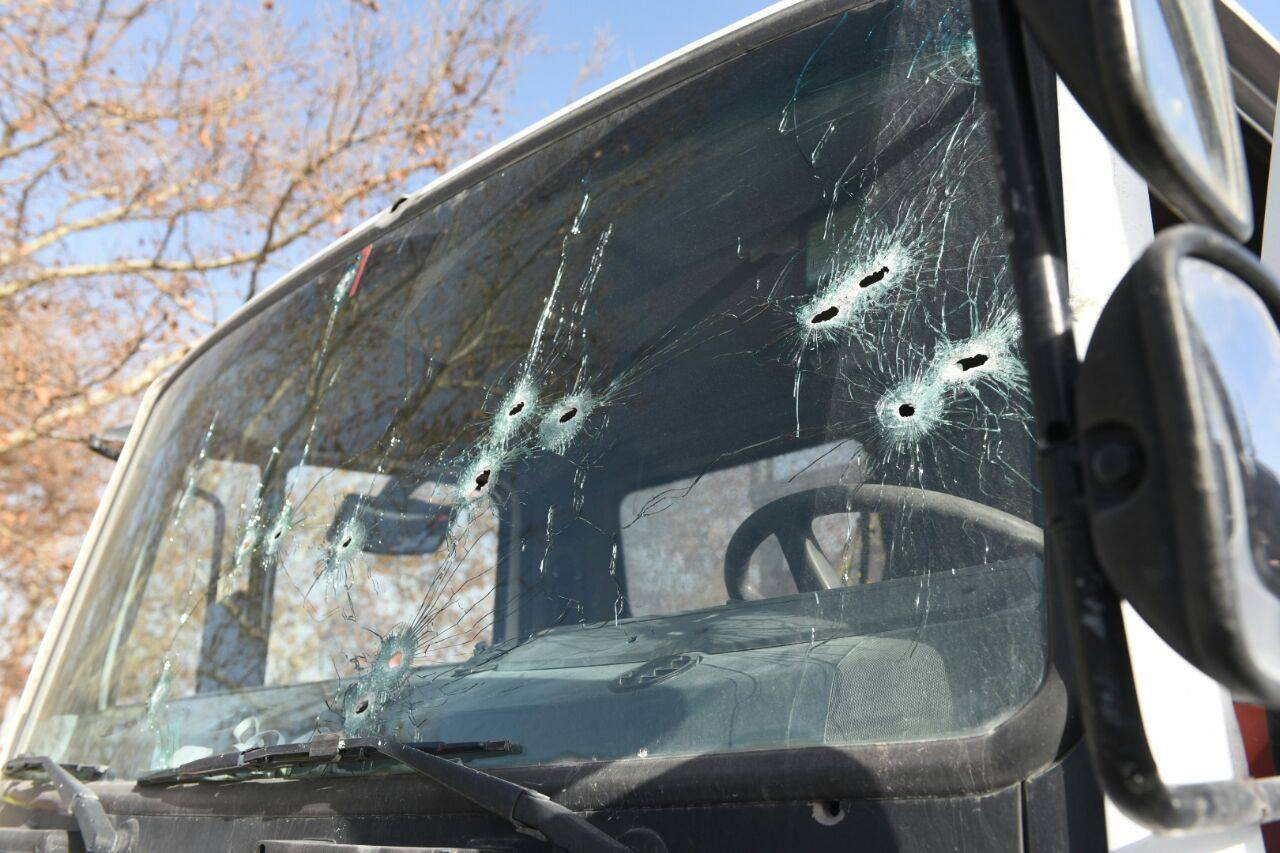
Prostřílené čelní sklo vozidla

Dne 8. ledna 2017 došlo k útoku kamionem v Jeruzalémě. Na pěší zóně nedaleko promenády Armon Hanaciv v jižní části izraelského hlavního města najel řidič s kamionem do skupiny vojáků, kteří vystupovali z autobusu. Podle svědků pak ještě couval ve snaze přejet co nejvíce lidí. Čtyři oběti přišly o život, z nich 3 ženy a 1 muž, všichni ve věku mezi 20 a 22 lety. Další chodci utrpěli zranění, podle BBC až 15 lidí, podle Times of Israel byli dva ve velmi vážném stavu. Podle izraelského rozhlasu byl pachatel policií zastřelen. Na útočníka v obraně střílel i turistický průvodce Eitan Rund.

## Pachatel
Útočníkem byl osmadvacetiletý Palestinec Fádí Kanbár, který pocházel z nedaleké arabské čtvrti Džebel Mukabir východního Jeruzaléma. Šéf policie Roni Alšeich poznamenal, že nemůže vyloučit inspiraci k činu nedávným obdobným útokem na vánočním trhu v Berlíně. Podle sousedů byl Kanbár vyznavačem fundamentalistické formy islámu, salafismu, jež má blízko k ideologii Islámského státu, nepatřil však k žádné politické frakci. Podle jeho příbuzných nebyl členem žádné militantní organizace a ani neměl násilnou povahu. Byl ženatý, měl dvě dcery a dva syny. Mluvčí jeruzalémské policie označila akt za teroristický útok, oficiálně však takto incident kvalifikován nebyl. Podle webu Times of Israel izraelský premiér Benjamin Netanjahu při návštěvě místa uvedl, že vše nasvědčuje tomu, že útočník podporoval organizaci Islámský stát. Sám Islámský stát se však k útoku nepřihlásil.
Policie čtvrť uzavřela a prováděla blíže nespecifikované akce, podle médií patrně pátrala po příbuzných a přátelích útočníka.

## Reakce
Po útocích někteří Palestinci v Gaze útoky oslavovali a k oslavám se připojilo i radikální palestinské hnutí Hamás. Během oslav Palestinci zpívali a také rozdávali sladkosti, útočníka pak označili za mučedníka a bojovníka za práva Palestinců.

## Souvislosti
Celá událost zapadá do více než rok trvající série násilných útoků Palestinců na Izraelce, zpravidla podnikaných pomocí nožů, několikrát však i s použitím vozidla. V předchozím období od října 2016 do útoku při podobných událostech zemřelo více než 230 Palestinců a 40 Izraelců.